# Primera Brigada Mecanizada (Bolivia)
La Primera Brigada Mecanizada es una brigada del Ejército de Bolivia con base en la ciudad y municipio de Viacha, provincia de Ingavi, departamento de La Paz. Fue creada el 20 de septiembre de 2011.
Sus unidades dependientes son:
- el Regimiento de Infantería 2;
- el Regimiento de Infantería 23;
- el Regimiento de 4;
- el Regimiento de Caballería 5;
- el Regimiento de Blindada 1;
- el Batallón Blindado;
- y el Regimiento de Artillería Antiaérea 6.